# Heinrich Tahedl

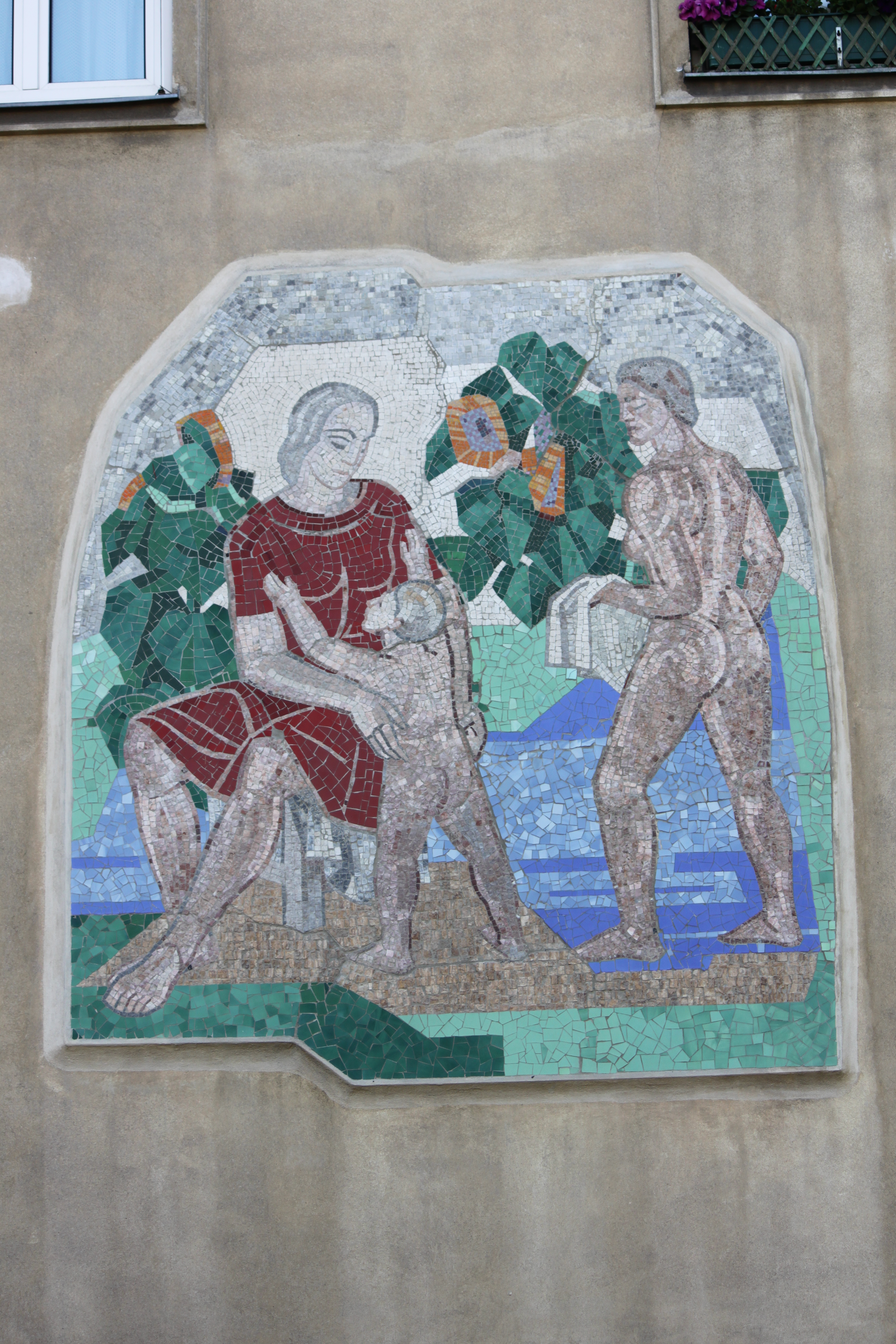
Kunst am Bau (1954), Kongresssiedlung

Heinrich Tahedl (* 1. Juli 1907 in Oberlaa; † 14. April 1985 in Krems an der Donau) war ein österreichischer Maler und Grafiker.

## Leben
Heinrich Tahedl lernte von 1922 bis 1926 Hochbau an der Bundesgewerbeschule in Mödling und von 1926 bis 1929 Malerei an der Malschule St. Anna in Wien. 1932 diplomierte er an der Wiener Kunstgewerbeschule, wo er ab 1929 studiert hatte.
Als freischaffender Maler und Grafiker war Heinrich Tahedl ab 1933 tätig. Von 1939 bis 1945 war er Soldat im Zweiten Weltkrieg. Er war ab 1959 Mitglied der Wiener Secession. 1969 kaufte er die „Kranzlmühle“ in Leodagger, einem Ort von Pulkau im Waldviertel, wo er fortan lebte.
Das Grab von Heinrich Tahedl befindet sich am Friedhof von Pulkau.

## Leistungen

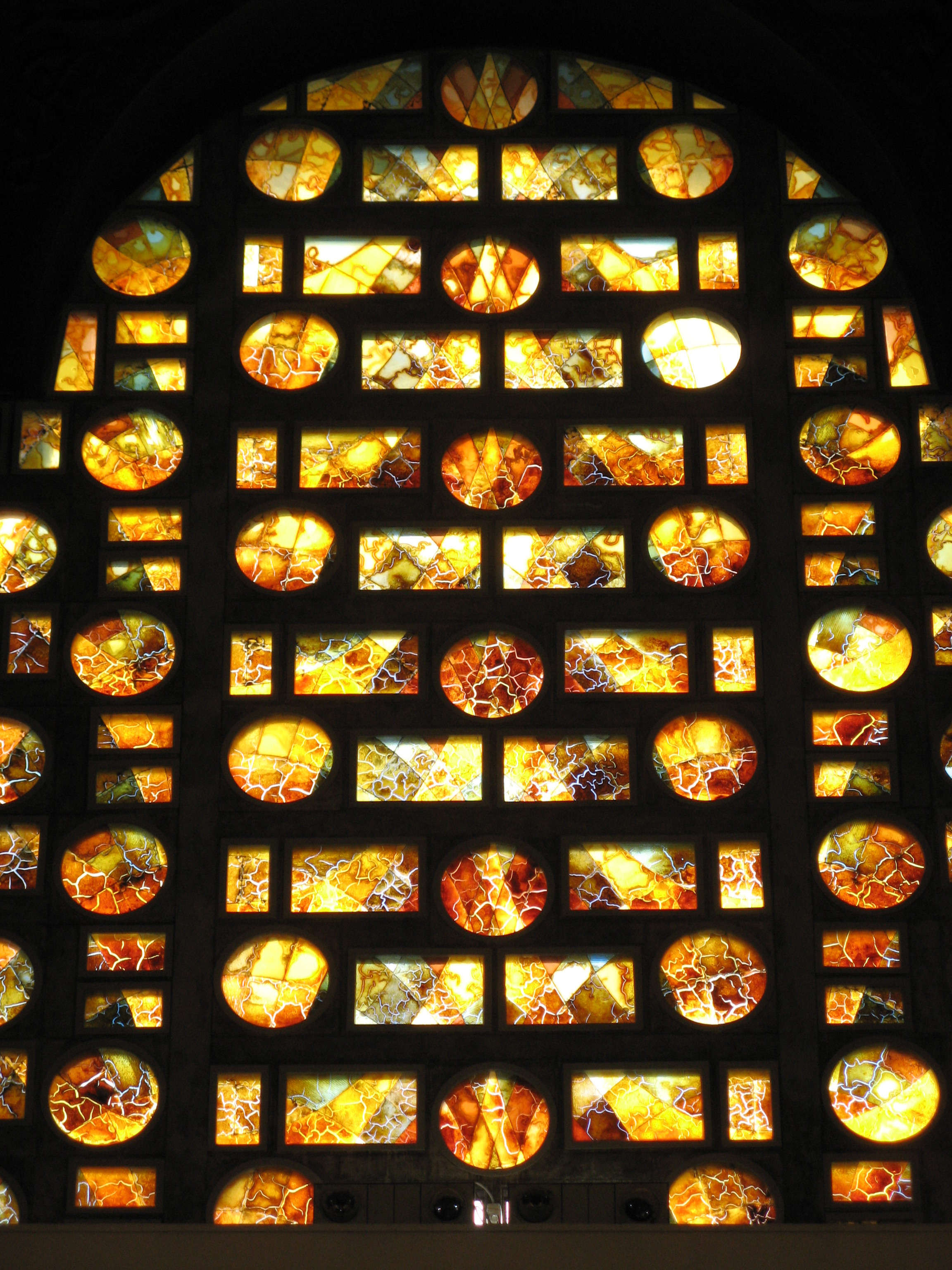
Glasfenster von Heinrich Tahedl in der Gatterhölzlkirche

Heinrich Tahedl ist vor allem bekannt für die Glasmalereien, Mosaike und Wandbilder, die er nach dem Zweiten Weltkrieg realisierte. In mehr als hundert Gebäuden, darunter vielen Kirchengebäuden, befinden sich derartige Arbeiten von Heinrich Tahedl. Er arbeitete oft mit dem Architekten Ladislaus Hruska zusammen.
Mehrere österreichische Museen besitzen Werke Tahedls, unter anderem die Österreichische Galerie Belvedere, die Neue Galerie Graz, das Lentos und das Niederösterreichische Landesmuseum.

## Werke
- 1949: Fenster der Ruprechtskirche in Wien
- 1956: Mosaik Christus und zwölf Apostel in der Apsis, Canisiuskirche in Wien-Alsergrund
- 1962: Altarmosaik und Kreuzweg in der Filialkirche Steinebrunn in Niederösterreich.
- 1974: Betonglasfenstermalerei in der Pfarrkirche Wildendürnbach
- Kreuzweg in Hinterglasmalerei, Dreifaltigkeitskirche in Wien-Favoriten
- Glasfenster, Gatterhölzlkirche in Wien-Meidling
- Natursteinmosaiken Jahreszeiten an den Giebelfronten, Kongresssiedlung in Wien-Hietzing
- Flachreliefs mit Schöpfungssymbolik an den Kirchentüren und Ornamentfenster, Kordonkirche in Wien-Penzing
- Fresken, St.-Josef-am-Wolfersberg-Kirche in Wien-Penzing
- Glasmalereien von Heiligen und biblischen Szenen zum Thema Erlösung, Währinger Pfarrkirche in Wien-Währing (gemeinsam mit Inge Hölzl)
- Glasmalereien, Pfarrkirche Maria Königin in Wien-Floridsdorf

## Auszeichnungen und Ehrungen
- Lobmeyr-Preis für die beste Gesamtleistung der Kunstgewerbeschule (1932)
- 3. Preis im Österreichischen Graphik-Wettbewerb (1937)
- Berufstitel Professor (1963)